# Arbeit – Bewegung – Geschichte
Arbeit – Bewegung – Geschichte ist eine deutsche geschichtswissenschaftliche Fachzeitschrift; sie trägt den Untertitel „Zeitschrift für historische Studien“. Von 2002 bis 2015 erschien sie unter dem Titel JahrBuch für Forschungen zur Geschichte der Arbeiterbewegung. Seine historischen Wurzeln hat das Zeitschriftenprojekt im 1959 erstmals in Ost-Berlin erschienenen Periodikum Beiträge zur Geschichte der Arbeiterbewegung.

## Inhaltliches Profil
Die Zeitschrift wendet sich sowohl an ein akademisches Publikum als auch an historisch Interessierte, ihre Inhalte beschäftigen sich vor allem mit der deutschen und internationalen Arbeiterbewegung. Weitere Themen umfassen die Sozialgeschichte und Geschichte der Arbeitswelt sowie die Geschichte sozialer Bewegungen.
Die Zeitschrift erscheint dreimal jährlich, den Hauptteil bilden wissenschaftliche Aufsätze und Mitteilungen, zudem gibt es eine Rubrik zur Erstveröffentlichung von Dokumenten, Berichten von Konferenzen und Tagungen sowie einen umfangreichen Rezensionsteil. Mit dem im Mai 2014 veröffentlichten Heft II/2014 erschien erstmals ein Schwerpunktheft, das sich aus Anlass des hundertsten Jahrestages den Reaktionen der internationalen Arbeiterbewegung auf den Ersten Weltkrieg widmet. Im September 2014 wurde dieser Schwerpunkt mit weiteren Beiträgen im Heft III/2014 abgeschlossen. Im Januar 2016 folgte ein weiteres Schwerpunktheft mit dem Titel „Linke Betriebsintervention, wilde Streiks und operaistische Politik 1968 bis 1988“.
Arbeit – Bewegung – Geschichte ist eine der wenigen regelmäßig erscheinenden deutschsprachigen Fachzeitschriften, die sich hauptsächlich mit der Geschichte der Arbeiterbewegung beschäftigen. Zur Redaktion gehören unter anderem Eric Angermann, Fabian Bennewitz, Vera Bianchi, Holger Czitrich-Stahl, Minas Hilbig, Ralf Hoffrogge, Janik Hollnagel, Bernd Hüttner, Leonie Karwath, Dietmar Lange, Anja Thuns, Axel Weipert und Lukas Rosenberg (V. i. S. d. P.) (Stand September 2023).
Zu den Autoren der Zeitschrift gehören etablierte Historiker und Sozialwissenschaftler wie etwa Rolf Badstübner, Peter Brandt, Günter Benser, Frank Jacob, Michael R. Krätke, Mario Keßler, Lutz Raphael, Dick Geary, Beverly Silver, Marcel van der Linden und Gisela Notz, aber auch Nachwuchswissenschaftler und Doktoranden.
Mit dem ersten Heft 2016 erfolgte die Umbenennung in Arbeit – Bewegung – Geschichte. Zeitschrift für historische Studien. Seitdem erscheint die Zeitschrift im Berliner Metropol Verlag.

## Listings und Bibliographische Datenbanken
Jede Ausgabe wird ausgewertet und aufsatzweise verschlagwortet durch die Bibliographie zur Geschichte der Arbeiterbewegung (BiZGA) der Friedrich Ebert Stiftung. Alle Ausgaben des JahrBuch 2002–2015 sind im Online-Katalog der FES im Volltext zugänglich.